# Бесідівщина
Бесі́дівщина — село в Україні, у Лубенському районі Полтавської області. Населення становить 142 особи. Входить до складу Гребінківської міської громади.

## Географія
Село Бесідівщина розташоване за 2,5 км від міста Гребінки. Через село проходять автомобільна дорога Т 1708 та залізниця, зупинний пункт Бесідівщина.
На околиці села розташована пам'ятка садово-паркового мистецтва місцевого значення дендропарк імені Григорія Перевери.

## Топоніміка
Хутір був заснований під назвою Корсаковѣ. У більшості документів хутір називався Корсаківкою (Корсаківщиною, Корсаківським). У матеріалах перепису населення 1859 року хутір записаний з подвійною назвою — Корсаківка (Васильківщина). За переписами 1897 і 1910 років записана інша подвійна назва: Корсаківка (Бесідовщина).

## Історія
Уперше у відомості Георгіївської церкви села Городища хутір Корсаківка Пирятинської волості Пирятинського повіту був записаний 1834 року за «штаб-лікаршею» Корсак Марією Іванівною. Тоді на хуторі мешкало 20 осіб.
У січні 1918 року була розпочалась радянська окупація. У березні хутір звільнили австро-німецькі війська, у листопаді того ж року — війська Директорії. Наприкінці червня 1919 року в хутір вступили денікінці, у грудні радянська окупація відновилась.
1919 року хутір було приєднано до Ульяновської сільської ради Пирятинського району, а з 1935 року — до Гребінківського району.
1924 року хутір отримав статус села. 1927 року була відкрита початкова школа. Учителем і завідувачем було призначено Переверу Григорія Васильовича.

### Демографія
1859 року на власницькому хуторі Корсаківці налічувалося 5 дворів, мешкало 34 особи (18 чоловічої статі та 16 — жіночої).
| 1859 | 1884 | 1897 | 1926 | 1939 | 1972 | 2001 |
| ---- | ---- | ---- | ---- | ---- | ---- | ---- |
| 34   | 60   | 69   | 199  | 157  | 229  | 142  |
|      | ▲    | ▲    | ▲    | ▼    | ▲    | ▼    |

## Економіка
У селі розміщене підприємство з обмеженою відповідальністю, що виконує малярні роботи та надає послуги по склінню.

## Пам'ятки

Пам'ятний знак медсестрі Беседи О. І.

У Бесідівщині встановлений пам'ятний знак медсестрі Беседі Ользі Іванівні, яка загинула 18 вересня 1943 року під час відвоювання радянською армією села Почаївка.